# Elektrokinetik
Die Elektrokinetik ist die Lehre von der Erzeugung elektrischen Stroms durch bewegte Nichtleiter und die durch elektrische Felder verursachte Bewegung von Nichtleitern.
Elektrokinetische Erscheinungen treten an der Grenzfläche zweier Phasen auf, wenn sich hier eine Doppelschicht bildet. Infolge auftretender Raumladungen führen äußere elektrische Felder zur Bewegung der beteiligten Fluide.
Elektrokinetische Erscheinungen sind beispielsweise:
- Elektrophorese, die Wanderung elektrisch geladener Teilchen durch einen als Trägermaterial dienenden Stoff in einem elektrischen Feld
- Elektroosmose, Bewegung einer Flüssigkeit parallel zu einer Oberfläche durch ein elektrisches Feld
- Die Umkehrung der Elektroosmose: Erzeugung von Elektrizität beim Überströmen einer Oberfläche
- Erzeugung eines elektrischen Stroms durch bewegte Partikel in einer Flüssigkeit, beispielsweise bei Sedimentation.
- Elektrokapillarität, die Oberflächenspannung einer Flüssigkeit verändert sich bei elektrischer Aufladung

Da die elektrokinetischen Erscheinungen nur von der Grenzfläche ausgehen, sind sie vor allem in feinporigem Material, in Kapillaren, Suspensionen, Kolloiden und anderen Kombinationen mit fein verteilten Körpern und großen Oberflächen zu beobachten.
Wenn Salzwasser über eine Eisenplatte mit einer mikroskopisch dünnen Schicht Rost rinnt, wird eine elektrische Ladungstrennung erzeugt: positiv geladene Ionen im Salzwasser ziehen die negativ geladene Elektronen im Eisen unterhalb der dünnen Oxidschicht an. Mit der Bewegung des Salzwassers werden die Elektronen im Eisen mitgezogen, was einen Generator in Form einer Strömungszelle darstellt.